# Melitaea evadne
Melitaea evadne är en fjärilsart som beskrevs av Arthur Francis Hemming 1934. Melitaea evadne ingår i släktet Melitaea och familjen praktfjärilar. Inga underarter finns listade i Catalogue of Life.